# 3922 Heather
3922 Heather (1971 SP3) là một tiểu hành tinh vành đai chính được phát hiện ngày 16 tháng 9 năm 1971 bởi C. Torres ở Cerro El Roble.